# Station Newstead
Newstead is een spoorwegstation van National Rail in Newstead, Gedling in Engeland. Het station is eigendom van Network Rail en wordt beheerd door East Midlands Railway. Het station is geopend in 1993.